# Flavius Magnus Magnentius

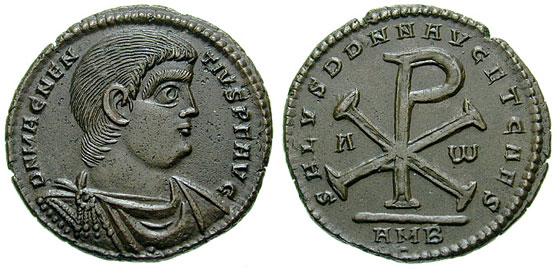
Dublu centenionalis emis sub Magnențiu; avers: D N MAGNEN-TIVS P F AVG, capul gol, spre dreapta, bust drapat și cu platoșă; revers: SALVS DD NN AVG ET CAES, Α-Ω, de o parte și de alta a Crismei Chi-rho; în exergă, marca monetăriei din Ambianum (Amiens): AMB

Flavius Magnus Magnentius, cunoscut ca și Magnențiu, (n. 303, la Samarobriva (Amiens), în Gallia Belgica  – d. 11 august 353, la Lugdunum, Gallia Lugdunensis) uzurpă titlul imperial roman între 18 ianuarie 350 și 11 august 353.

## Biografie
Flavius Magnentius s-a născut la Amiens (Samarobriva), în 303. A fost făcut prizonier de tânăr și intră în serviciul romanilor, devenind căpitan al gărzilor împăratului Constant I. 
S-a proclamat împărat la Augustodunum (Autun) în 349, și l-a bătut pe Constant care a pierit în fuga sa în 350.
Mergând asupra Romei, l-a învins și l-a ucis pe Nepoțian, un alt uzurpator, și i-a propus lui Constanțiu al II-lea să-l recunoască Împărat al Occidentului.
Memoria acestui împărat a rămas de rușine datorită politicii religioase pe care a dus-o sub domnia sa. Într-adevăr, Magnențiu este un păgân convins, care restaurează templele și pune să se celebreze, cu mare pompă, sacrificiile nocturne, pe care le interzise Constant, în 341. Pragmatic, nu persecută creștinii și cere să fie gravată Crisma pe unele dintre monedele pe care le emite, pentru a se reconcilia cu autoritățile Bisericii. Totuși, la Roma, favorizează pe față susținătorii vechii religii numind doar păgâni în posturile sus-puse (prefectură urbană, …). Sacrificiile în onoarea Cybelei își refac prezența din 350, pe colina Vaticanului; s-a găsit o dedicație a unui preot păgân în care îi mulțumește lui Magnențiu că a pus capăt « lungii nopți » creștine, care, potrivit acestuia, s-a abătut asupra Romei.
Constanțiu al II-lea se îndreaptă rapid asupra lui Magnențiu și-l bate la Mursa pe Drava, în Iliria și-l constrânge să fugă. Magnențiu se sinucide la Lugdunum (Lyon), în 353. 
După căderea uzurpatorului, Constanțiu, adept al arianismului și persecutor al creștinilor niceeni, al evreilor și al păgânilor, revine aupra  deciziilor lui Magnențiu printr-un edict lapidar, datat la 23 noiembrie 353: « Să fie abolite sacrificiile nocturne celebrate la porunca lui Magnențiu, iar un asemenea desfrâu nelegiuit să fie de acum înainte respins ».